# سولتس ورارلبرگ
سولتس ورارلبرگ (به آلمانی: Sulz) یک منطقهٔ مسکونی در اتریش است که در ناحیه فلدکیرش واقع شده‌است. سولتس ورارلبرگ ۳٫۰۱ کیلومتر مربع مساحت دارد ۴۹۵ متر بالاتر از سطح دریا واقع شده‌است.